# Eupithecia lusoria
Eupithecia lusoria es una especie de polilla de la familia Geometridae. La especie fue descrita por primera vez por Mironov y Galsworthy habiendo sido descrita en 2010, con distribución en Nepal. Por su morfología genital, pertenece al grupo de especies Eupithecia haworthiata. Es una polilla pequeña con una envergadura de unos 15 milímetros (0,6 plg). Las alas delanteras y traseras son de color blanco cremoso.